# Вільям Лі
Ві́льям Ке́рі «Білл» Лі (англ. William Carey "Bill" Lee) ( • 12 березня 1895 — пом.25 червня 1948) — американський воєначальник, генерал-майор, командир 101-ї повітрянодесантної дивізії під час Другої світової війни.

## Біографія
Вільям Кері Лі народився 12 березня 1895 року у місті Данн, штат Північна Кароліна. Після завершення коледжу штату, він закінчив курси підготовки офіцерів резерву та у 1917 отримав військове звання другий лейтенант й брав участь у веденні бойових дій під час Першої світової війни у складі американських експедиційних сил армії США у Франції.
На час вступу Сполучених Штатів у Другу світові війну, Лі досяг рангу генерал-майора і став засновником та головним апологетом теорії застосування повітрянодесантних військ США. Попри те, що ідея повітряного десанту не мала широкого кола прихильників серед вищого керівництва Збройних сил США, президент країни Франклін Рузвельт висловив свою особисту підтримку основній концепції десанту та сприяв створенню першого парашутно-десантного взводу влітку 1940. Поступово це призвело до розвитку десантних військ у країні й незабаром було сформоване командування повітрянодесантних військ США. Генерал Лі стає першим командиром створеної парашутної школи у Форті Беннінг, штат Джорджія і отримав медаль «За видатні заслуги» за величезний вклад у розвиток десантних військ.
У серпні 1942 генерал-майор Лі призначається командиром 101-ї повітрянодесантної дивізії, дислокованої у Кемп-Клейборн, центральна Луїзіана. Він пообіцяв новим рекрутам першої десантної частини «101-ша не має ще власної історії, але вже кинула виклик долі».
Лі брав активну участь у розробці планів висадки повітряного десанту у Нормандії і безпосередньо проходив підготовку до боїв, але за кілька місяців до початку операції в нього стався серцевий напад. На посаді командира дивізії генерал був замінений генерал-майором Максвеллом Тейлором.
На честь свого батька-засновника десантних військ американські десантники під час висадки у «День Д» кричали «Білл Лі!» (англ. "Bill Lee!")
Генерал Лі звільнився з лав збройних сил наприкінці 1944 та у 1948 помер на батьківщині у Данні.